# 14568 Zanotta
14568 Zanotta este un asteroid din centura principală de asteroizi.

## Descriere
14568 Zanotta este un asteroid din centura principală de asteroizi. A fost descoperit pe 19 iulie 1998 la San Marcello Pistoiese de Andrea Boattini și Maura Tombelli. Asteroidul prezintă o orbită caracterizată de o semiaxă mare de 2,39 ua, o excentricitate de 0,09 și o înclinație de 6,6° în raport cu ecliptica.